# Happy 2008黎明杭州演唱會
Happy 2008黎明杭州演唱會（英語：Happy 2008 Leon Crazy Classic Concert）是香港歌手黎明的個人演唱會，由泰山特曲冠名贊助，演唱會於2008年12月27日在中华人民共和国杭州市黃龍體育中心體育館舉行。

## 製作概念
《Happy 2008黎明杭州演唱會》是黎明自1990年成為歌手以來首次在杭州市舉行的個人演唱會，杭州市位於浙江省的東北部，被視為中國內地的二線城市之一，演唱會主辦單位原本準備邀請香港歌手郭富城在當地演唱，其後對當地數十名企業主管、金領等高層次人群進行調查，調查結果顯示他們對黎明的認可度非常高，適逢電影《梅蘭芳》上映，身為電影主角的黎明受到外界的關注，主辦單位因此臨時改為邀請黎明在當地舉行演唱會。《Happy 2008黎明杭州演唱會》於2008年12月27日在黃龍體育中心舉行，演出團隊約有七八十人，舞台設計及演出服裝以簡單樸實為主，表演嘉賓由香港歌手應昌佑擔任，公眾在演唱會籌備階段可透過手機短訊推薦歌曲名單，主辦單位從中選出32首票數最高的歌曲作為歌曲編排的依據，當中大部是情歌。

### 歌曲編排
以下是《Happy 2008黎明杭州演唱會》的演唱歌曲名單：
1. 情深説話未曾講
2. 深秋的黎明
3. 如果我們不再相愛
4. 送你一瓣的雪花
5. 我用深情與你相約
6. 原諒我
7. 爲何你不是我的未來
8. 今生不再
9. 無名份的浪漫
10. 愛比我重要
11. 兩個人的煙火
12. 你怎麽捨得我難過（與嘉賓應昌佑合唱）
13. 你把我灌醉（嘉賓應昌佑演唱）
14. 我是否還愛你（嘉賓應昌佑演唱）
15. 一夜傾情
16. 你讓我忘
17. 最後的戀愛
18. 是我
19. 我這樣愛你
20. Can't take my eyes off U
21. 非我莫屬
22. 今夜你會不會來
23. 那有一天不想你

## 票房反應
《Happy 2008黎明杭州演唱會》門票於2008年12月9日起公開發售，票價由200元人民幣（約230元港幣）至2,980元人民幣（約3,400元港幣），有評論指門票價格昂貴，但依然全場滿座。黎明認為門票的訂價及銷售情況，不應該由歌手來處理，他表示自己的職責是令到觀眾開心，只要觀眾開心，自己做好本份便足夠。

## 各界迴響
主辦單位在2008年12月中舉辦《尋找杭州章子怡》的活動，根據參加者的外貌、歌聲等特質，選出與演員章子怡的相近者，吸引超過一百名女性報名參加，參加者來自全國各地，傳媒報導表示得獎者可於此次演唱會中與黎明合唱電影《梅蘭芳》主題曲〈你懂我的愛〉，其後黎明在記者招待會澄清是一場誤會，表示事前不知道有此事，並與得獎者合照留念。有汽車銷售商與演唱會主辦單位合作舉辦活動，組織車隊前往機場迎接黎明及其演出團隊，並招募其他車主一同參加。在演唱會舉行當天，有觀眾在寒冷的天氣站在場館外冒雨等候黎明，直到看見黎明的汽車經過才肯入場。有傳媒指黎明在演唱會期間說話的聲調過於平和低沉，導致後排的觀眾聽不清楚黎明的說話內容，因此前排觀眾的反應較後排觀眾熱烈，黎明表示由於沒有時間排練舞蹈，因此沒有在這次演唱會中跳舞，他認為唱好歌是最重要的。